# Kostel svatého Jiří (Čebín)
Kostel svatého Jiří je římskokatolický chrám v obci Čebín v okrese Brno-venkov. Je chráněn jako kulturní památka České republiky. Je farním kostelem čebínské farnosti.

## Historie
Jádro čebínského kostela svatého Jiří je románské a pochází ze 13. století (východní část lodi). Gotické, pětiboce ukončené kněžiště s křížovou klenbou a s dosud zachovanými malbami bylo postaveno v první polovině 14. století. Tehdy vznikla v severním koutě mezi presbytářem a lodí také věž se sakristií v podvěží. Její dřevěné zvonicové patro bylo nahrazeno zděným zřejmě kolem roku 1694. Ještě předtím, asi v polovině 17. století byla sakristie prodloužena k východu a zaklenuta. K dalším úpravám chrámu došlo po požáru v roce 1772. Největší změnou bylo prodloužení lodi k západu, zvýšení jejích obvodových zdí a zaklenutí pruskými klenbami. Tyto adaptace proběhly v roce 1803 podle projektu architekta Provinčního stavebního ředitelství v Brně Josefa Deweze. V roce 1851 byly provedeny menší novogotické úpravy kostela včetně vybudování nové sakristie u jižní strany kněžiště.